# Western (Papoea-Nieuw-Guinea)
Western is een provincie in het zuidwesten van Papoea-Nieuw-Guinea.
Western telt 152.067 inwoners op een oppervlakte van 99.300 km². De districtshoofdplaats is Daru.
Provincies: Central · Chimbu · Eastern Highlands · East New Britain · East Sepik · Enga · Gulf · Hela · Jiwaka · Madang · Manus · Milne Bay · Morobe · New Ireland · Northern · Southern Highlands · Western · Western Highlands · West New Britain · Sandaun

National Capital District      Autonome provincie: Bougainville